# Эн+ Генерация
АО Эн+ Гидро (ранее — АО «ЕвроСибЭнерго») — российская энергетическая компания, крупнейшая (по состоянию на 31.12.2018 год) по установленной мощности частная энергокомпания страны. Зарегистрирована в г. Дивногорске Красноярского края.
Компания «Эн+ Генерация» является вторым по величине активом En+ Group после «Русал».
Основана в 2001 году. В декабре 2024 года сменила название с АО «ЕвроСибЭнерго» на АО «Эн+ Генерация»

## Собственность и руководство
АО «ЕвроСибЭнерго» входит в компанию En+ Group (100 % акций).
Генеральный директор — Владимир Колмогоров.

## Деятельность
Компания управляет крупнейшими энергопредприятиями России и обслуживает более 15 млн потребителей.
Суммарная установленная мощность под управлением компании составляет 19,5 ГВт электро- и 17 570 Гкал ч тепловой энергии, доля компании на российском рынке электроэнергии составляет порядка 9 %.
В управлении АО «Эн+ Генерация» находятся пакеты акций ПАО «Иркутскэнерго» и других российских энергокомпаний. В состав «ЕвроСибЭнерго» в 2008 году вошла ООО «Компания Востсибуголь» — крупнейший производитель энергетического угля в Иркутской области.
В «ЕвроСибЭнерго» входят:
- гидроэлектрические станции
  - Братская ГЭС — Братск
  - Иркутская ГЭС — Иркутск
  - Красноярская ГЭС — Красноярск
  - Усть-Илимская ГЭС — Усть-Илимск
  - Ондская ГЭС — Карелия
- тепловые станции
  - Автозаводская ТЭЦ — Нижний Новгород
  - Ангарская ТЭЦ-1 (прекратила деятельность)
  - Ангарская ТЭЦ-9 — Ангарск
  - Ангарская ТЭЦ-10 — Ангарск
  - Иркутская ТЭЦ-6 — Братск
  - Ново-Иркутская ТЭЦ — Иркутск
  - Шелеховский участок Ново-Иркутской ТЭЦ — Шелехов
  - Железногорская ТЭЦ — Железногорск, Красноярский край
  - Ново-Зиминская ТЭЦ — Саянск
  - Иркутская ТЭЦ-11 — Усолье-Сибирское
  - Усть-Илимская ТЭЦ — Усть-Илимск
  - Иркутская ТЭЦ-12 — Черемхово
  - Иркутская ТЭЦ-16 — Железногорск-Илимский

В составе компании имеется инжиниринговое подразделение с компетенциями EPC/EPCM, которое обеспечивает необходимые работы по ремонту и модернизации существующих активов компании и строительству новых энергообъектов.
Собственные запасы угля ЕвроСибЭнерго составляют 1,26 млрд тонн, годовая добыча — более 12 млн тонн.

### Показатели деятельности
В 2010 году электростанции, входящие в «ЕвроСибЭнерго», выработали 87,056 млрд кВт·ч электроэнергии (на 5 % больше, чем в 2009 году), 29,853 млн Гкал теплоэнергии (на 2 % больше). Добыча угля составила 14,563 млн т (рост на 21 %).
В 2023 году общая мощность генерирующих активов в России — 19,5 ГВт, из них 15,1 ГВт приходится на ГЭС в Сибири.
В сентябре 2024 года Рейтинговое агентство АКРА присвоило АО «ЕвроСибЭнерго» рейтинговую оценку A+(RU) со стабильным прогнозом, в 2025 году рейтинг был подтверждён с позитивным прогнозом.